# 八幡町 (岐阜県)
八幡町（はちまんちょう）は、かつて岐阜県郡上郡にあった町である。2004年（平成16年）3月1日に郡上郡の7町村が合併して郡上市が発足し、八幡町は廃止された。
郡上八幡（ぐじょうはちまん）と呼ばれることが多い。古くから郡上郡の政治・商業などの中心地として栄え、郡上市となってからは郡上市役所や岐阜県の出先機関が置かれている。

## 地理

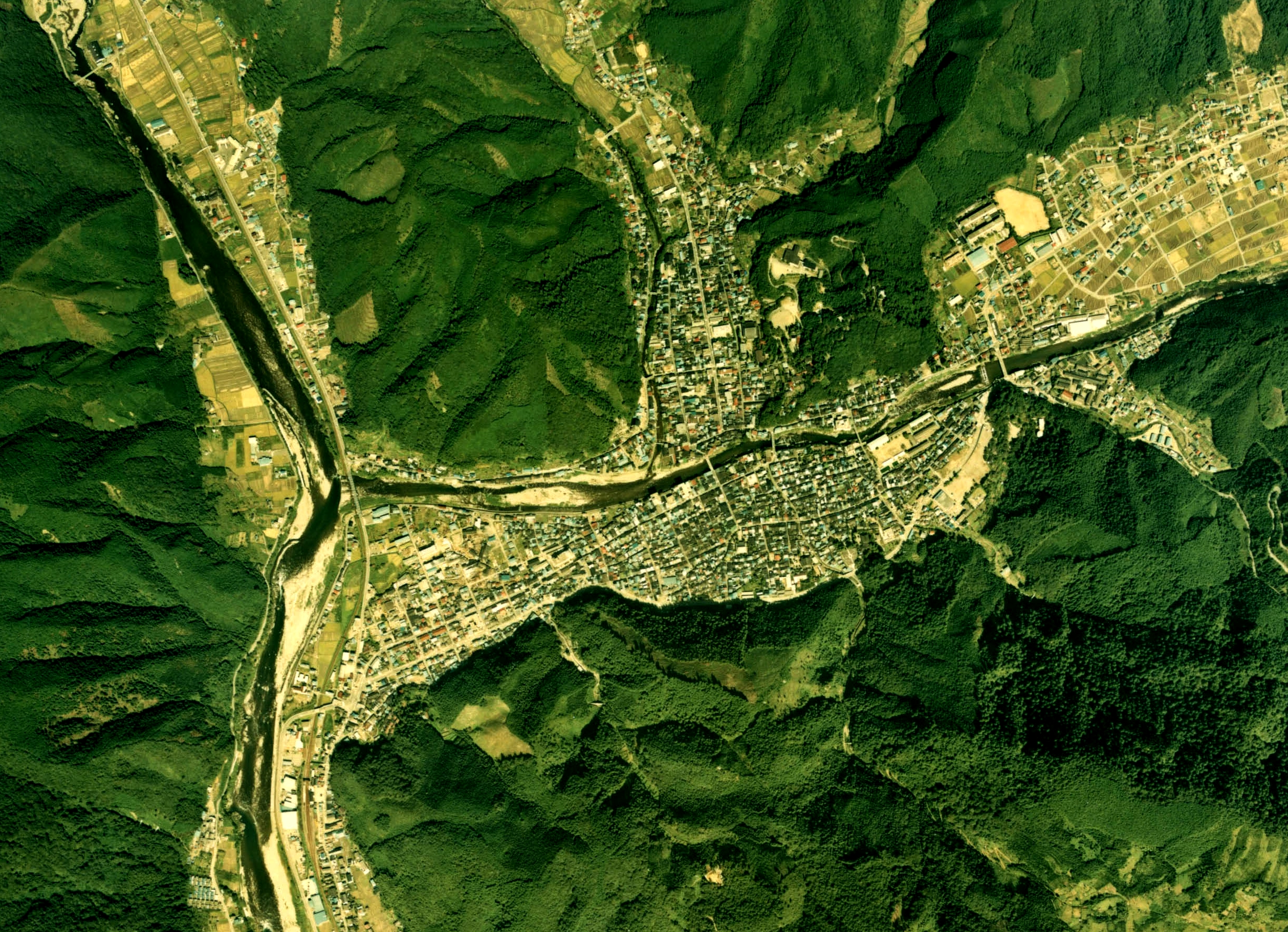
郡上八幡地区周辺の空中写真。1977年撮影。
。

飛騨高地の南部に位置する。長良川が町域を北から南に貫流しており、市街地の標高は約200mで、町の東西の山地から支流が流れ込む。集落は長良川とその支流沿いに形成されており、長良川と支流の吉田川の合流点付近が市街地である。
町域には南東に突き出た部分があり、小那比川の流域に属する。これも長良川水系ではあるが、合流地点は下流の関市にあり、八幡町内では分水嶺で他地域と隔てられている。また、鬼谷川及び貢間川は木曽川水系である。
- 山：高賀山（1,224m）、稚児山 (818m)、京塚山 (863m)
- 川：長良川、吉田川、小駄良川、那比川、亀尾島川、千虎川、小那比川、神奈良川、鬼谷川、貢間川

### 隣接していた自治体
- 大和町・明宝村・和良村・美並村(現郡上市)
- 金山町（現下呂市）
- 上之保村・洞戸村・板取村（現関市）

## 歴史

### 年表
- 江戸時代 - 近世の郡上八幡は八幡藩（郡上藩）の城下町として古くから栄えた。16世紀後半に遠藤盛数が八幡城を築城。その後稲葉氏、再び遠藤氏、井上氏、金森氏、青山氏の治世を経て、廃藩置県により郡上郡となった。
- 1889年（明治22年）7月1日 - 町村制施行により郡上郡八幡町（初代）が発足。
- 1929年（昭和4年） - 鉄道省（国鉄）越美南線（現長良川鉄道越美南線）深戸駅-郡上八幡駅間が開業。
- 1954年（昭和29年）12月15日 - 八幡町・川合村・口明方村・相生村・西和良村が合併し八幡町（2代）が発足。
- 1957年（昭和32年）4月1日 - 大和村の一部（有坂）を編入。
- 2004年（平成16年）3月1日 - 八幡町、大和町、白鳥町、高鷲村、美並村、明宝村、和良村と合併して郡上市が発足。同日八幡町廃止。市役所は旧八幡町役場に置かれた。

## 行政
議員定数は12。
町長
- 武藤互三
- 小森久二男（合併時の町長）

## 教育

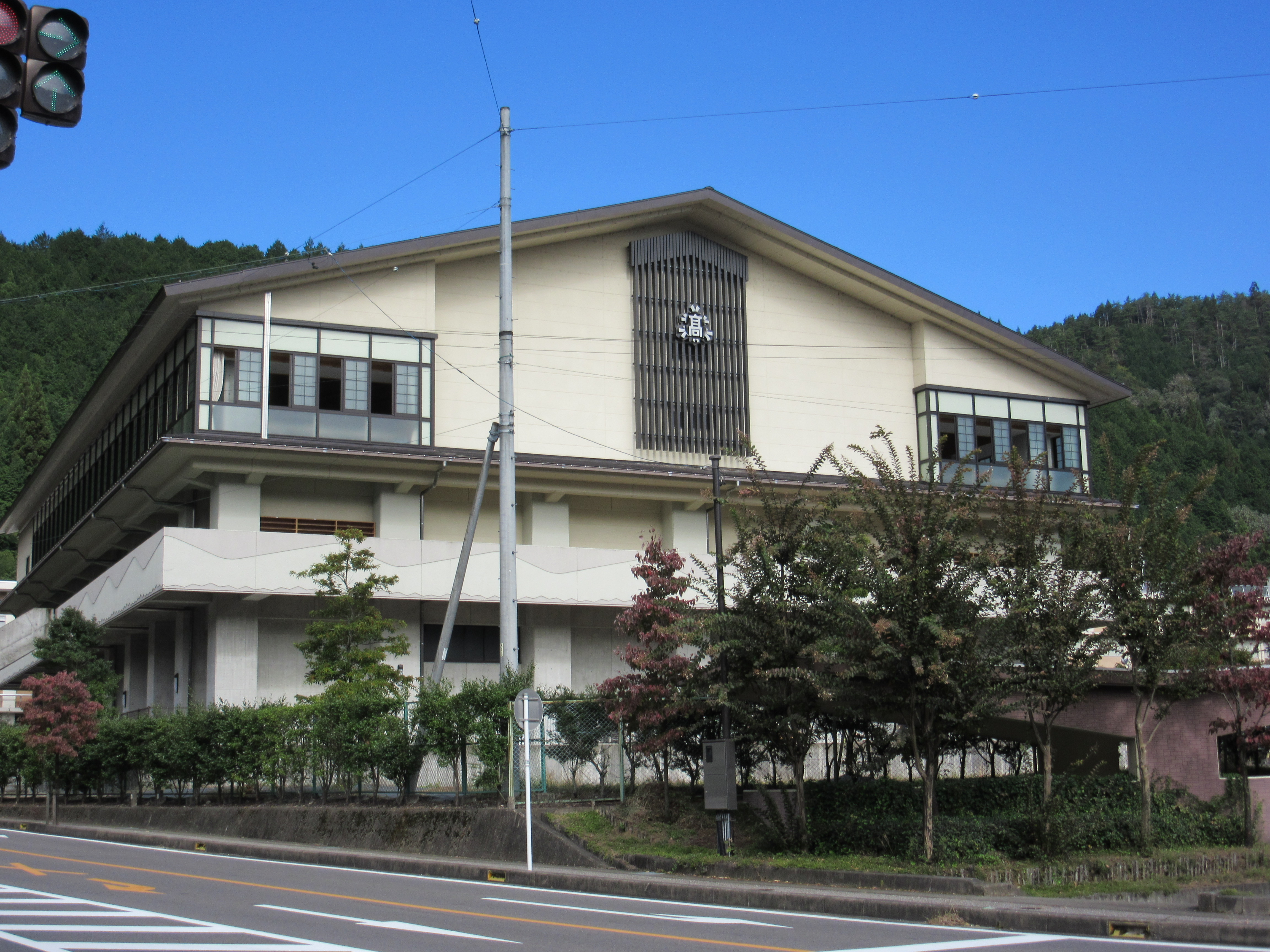
岐阜県立郡上高等学校

### 高等学校
- 岐阜県立郡上高等学校

### 中学校
- 八幡町立八幡中学校
- 八幡町立八幡西中学校
- 八幡町立西和良中学校

### 小学校
- 八幡町立八幡小学校
- 八幡町立川合小学校
- 八幡町立口明方小学校
- 八幡町立相生小学校
- 八幡町立相生第二小学校
- 八幡町立西和良小学校

### 廃校
- 八幡町立川合中学校（1958年廃校）
- 八幡町立口明方中学校（1974年廃校）
- 八幡町立相生中学校（1980年廃校）
- 八幡町立相生中学校相生分校（1959年廃校）
- 八幡町立相生第二中学校（1980年廃校）
- 八幡町立小那比中学校（1987年廃校）
- 八幡町立口明方小学校初納分校（1956年廃校）
- 八幡町立口明方小学校有穂分校（1960年廃校）
- 八幡町立西和良小学校入間分校（1963年廃校）
- 八幡町立西和良小学校洲河分校（1967年廃校）
- 八幡町立川合小学校河鹿分校（1968年廃校）
- 八幡町立相生小学校安久田分校（1970年廃校）
- 八幡町立相生小学校相生分校（1970年廃校）
- 八幡町立小那比小学校野々倉分校（1972年廃校）
- 八幡町立八幡第二小学校（1994年廃校）
- 八幡町立小那比小学校（2002年廃校）

## 経済

### 産業
山間に位置するが、20世紀後期には吉田川と長良川に沿って工場が立地して、工業が盛んになった。農業では米、肉牛、花が作られた。
- 産業人口
第1次産業就業者数 287
第2次産業就業者数 3,237
第3次産業就業者数 4,657

## 交通

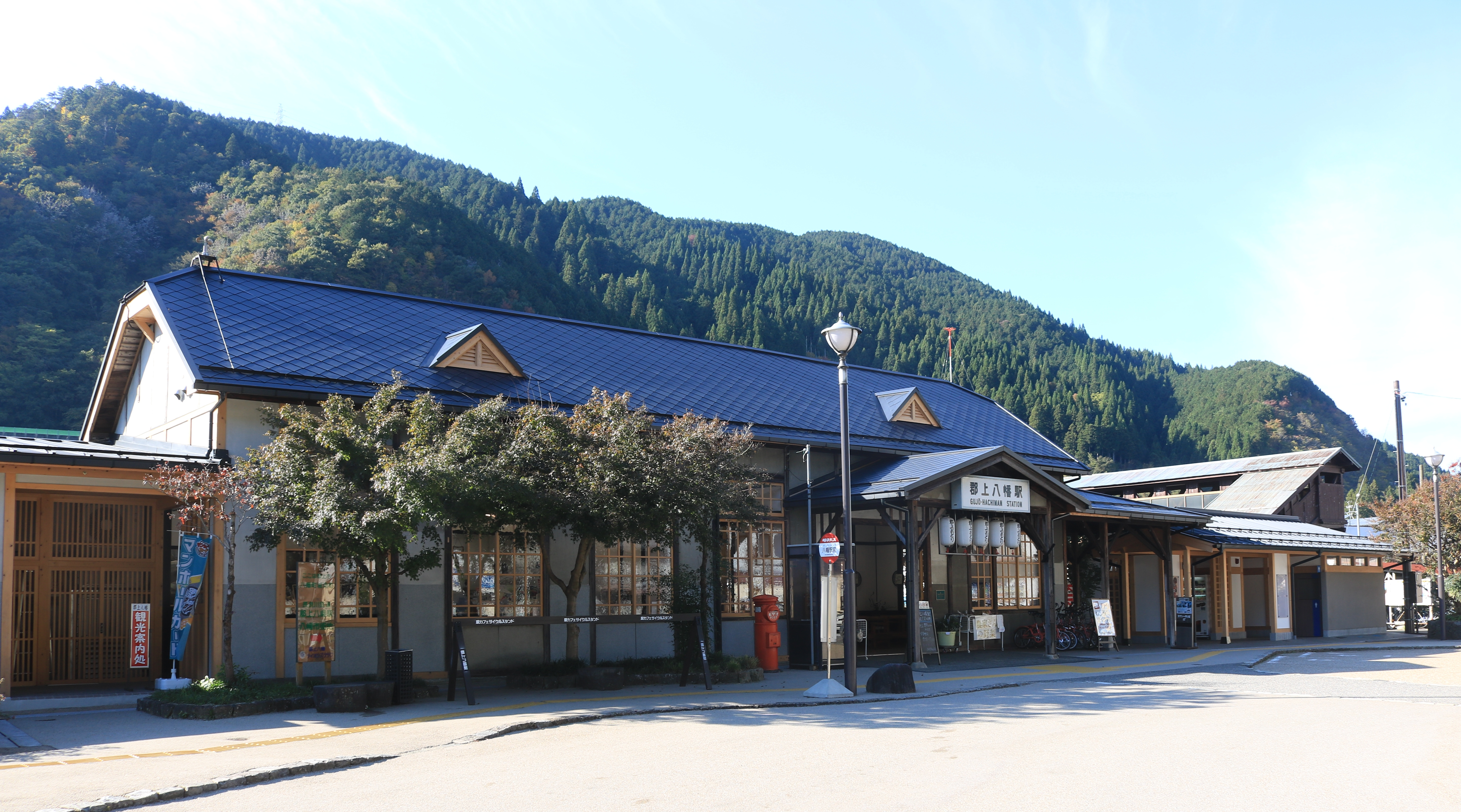
郡上八幡駅

### 鉄道
- 長良川鉄道越美南線 相生駅（美濃相生駅） - 郡上八幡駅 - *自然園前駅
  - 括弧内は、転換前の旧駅名。*印は転換時（後）に設置された新駅

### 道路
山間を縫う道路が交差する位置にあり、四方に国道が整備されており便は良い。東海北陸自動車道が南北に通り、国道156号がほぼ同じ経路を走る。国道256号が東西に走り、北東方向に国道472号が通っている。
高速道路
- 東海北陸自動車道
  - 郡上八幡インターチェンジ

一般国道
- 国道156号
- 国道256号
- 国道472号

主要地方道
- 岐阜県道61号大和美並線
- 岐阜県道63号美濃加茂和良線
- 岐阜県道82号白鳥明宝線

一般県道
- 岐阜県道315号白山内ヶ谷線
- 岐阜県道319号寒水八幡線
- 岐阜県道320号有穂中坪線
- 岐阜県道323号鹿倉白山線
- 岐阜県道327号八幡停車場線
- 岐阜県道328号安久田吉野線

その他
- 新町通り
- 橋本町通り
- 本町通り
- やなか水のこみち

## 名所・旧跡・観光スポット・祭事・催事

### 郡上おどり
郡上おどりは、毎年7月中旬から9月上旬まで延べ32夜にわたって開催される盆踊り。踊りは10種類あり、寺社の境内・一般の道路・街角の広場など、会場を移しながら開催される。特にお盆の時期（8月13 - 16日）に明け方まで夜通し踊り続ける『盂蘭盆会（徹夜踊り）』が有名。踊りは一般参加も可能。およそ400余年の歴史あり、日本三大盆踊りの一つ。1973年国の選択無形民俗文化財に選択され、1996年に重要無形民俗文化財に指定された。

### 水の町

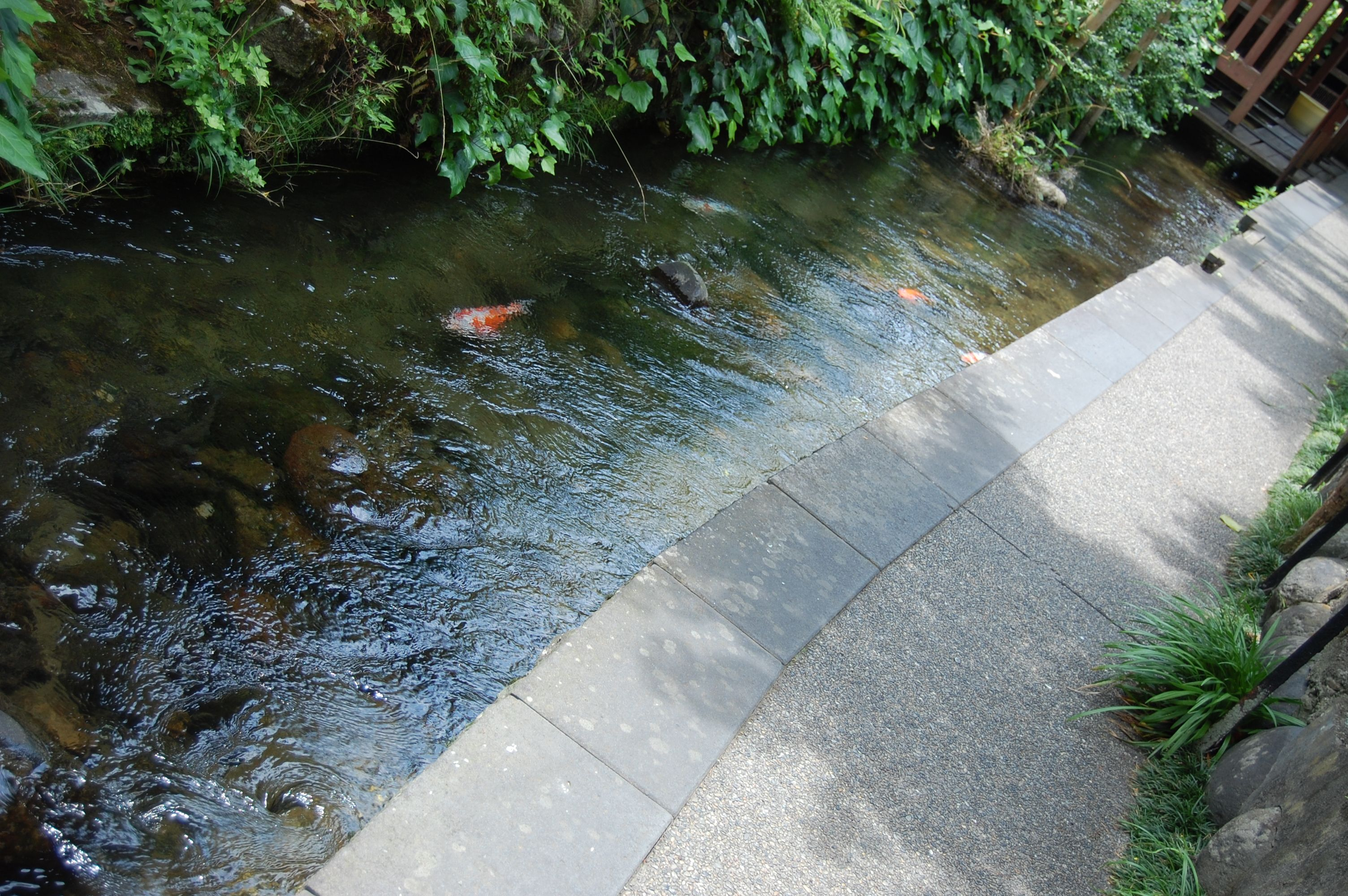
いがわこみち

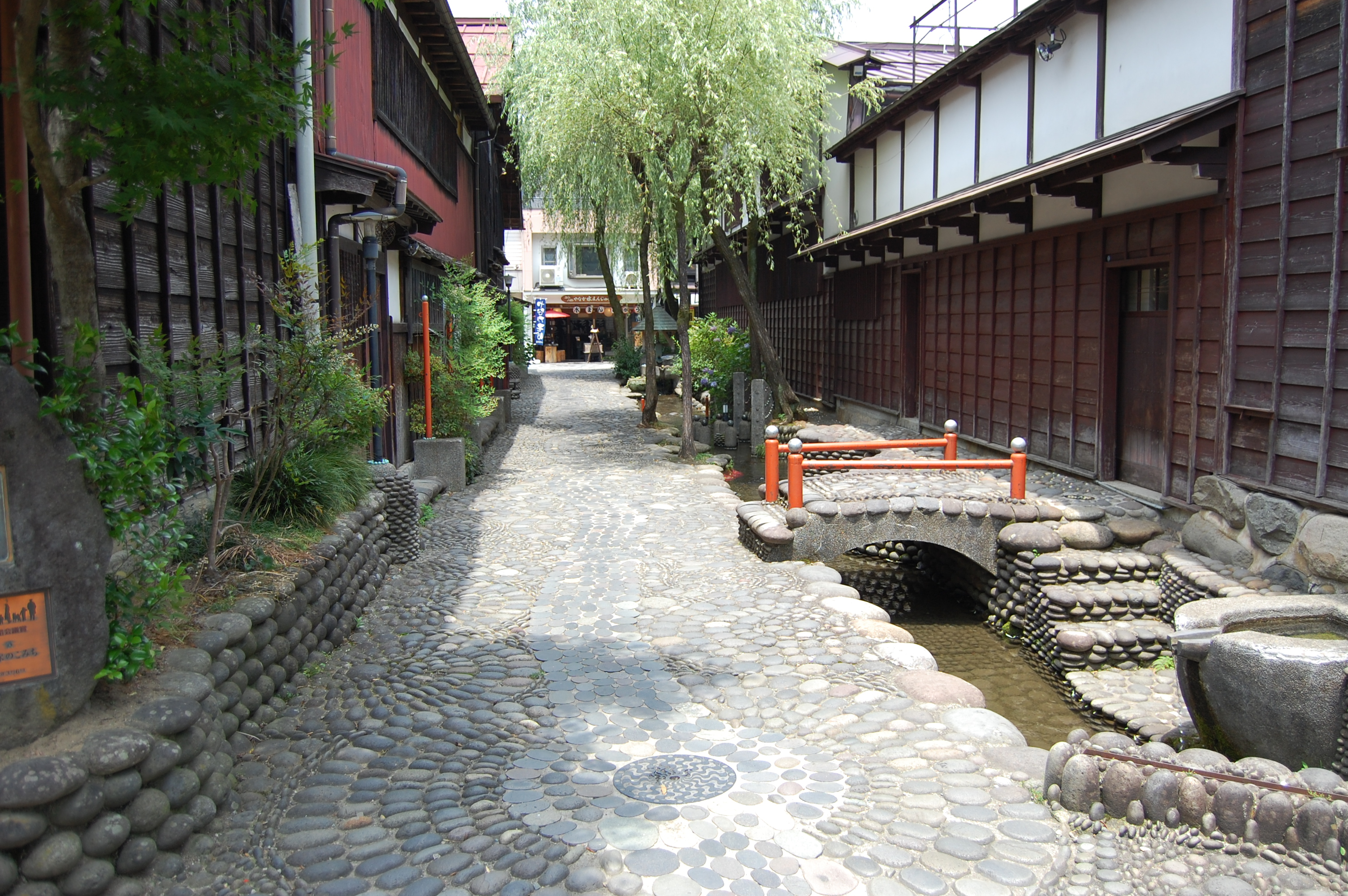
やなか水のこみち

近世以降、伝統的水利用施設による山水や井水、河川等の利用が行われてきた。まず、河川や谷川の自然の流れや河川から引込んだ水路を利用した洗い場があり、「カワド」「洗い場」「水屋」などと呼ばれる。カワドは野菜の泥落とし、洗濯のすすぎ、夏の打ち水、積雪の処理（消雪）などに利用されている。このほか水路に板（セギ板）を落とし込んだ小規模の洗い場である「セギ」や、水路から水を引き込んですぐに水路に戻す「エイ箱」「エ箱」などがある。北町にみられる「セギ」は各戸の前の水路に溝が切られており、使用時にはセギ板を溝に落とし込んで水位を上げて洗い物などを行い、使用後はセギ板を抜いて水位を元に戻しておくもので、共同の洗い場ではなく各戸が随時使用できる個別の洗い場である。
また、山水を引き込んで段階的に使用する水受け用具を「水舟（みずぶね）」、それに上屋が付いたものを「水屋」といい、湧水を地面に埋められた水舟に引き込んで使用する施設を「清水（しみず）」という。水舟は2～3段になっている水槽で、上段は飲み水、中段はすすぎ水、下段は洗い水などに利用されている。カワドや水舟を紹介するものに大和ハウスのテレビCM、共創共生シリーズ「郡上八幡」篇がある。
1996年に水の郷百選に認定された。また、1996年に日本の音風景100選として「吉田川の川遊び」が選定された。
- いがわこみち
最長の水路。遊歩道として整備されている。
- やなか水のこみち
おもだか家民芸館・齋藤美術館・心の森ミュージアム 遊童館・ロートレックミュージアムといった観光施設が集中している。
- 吉田川親水遊歩道

### その他の名所

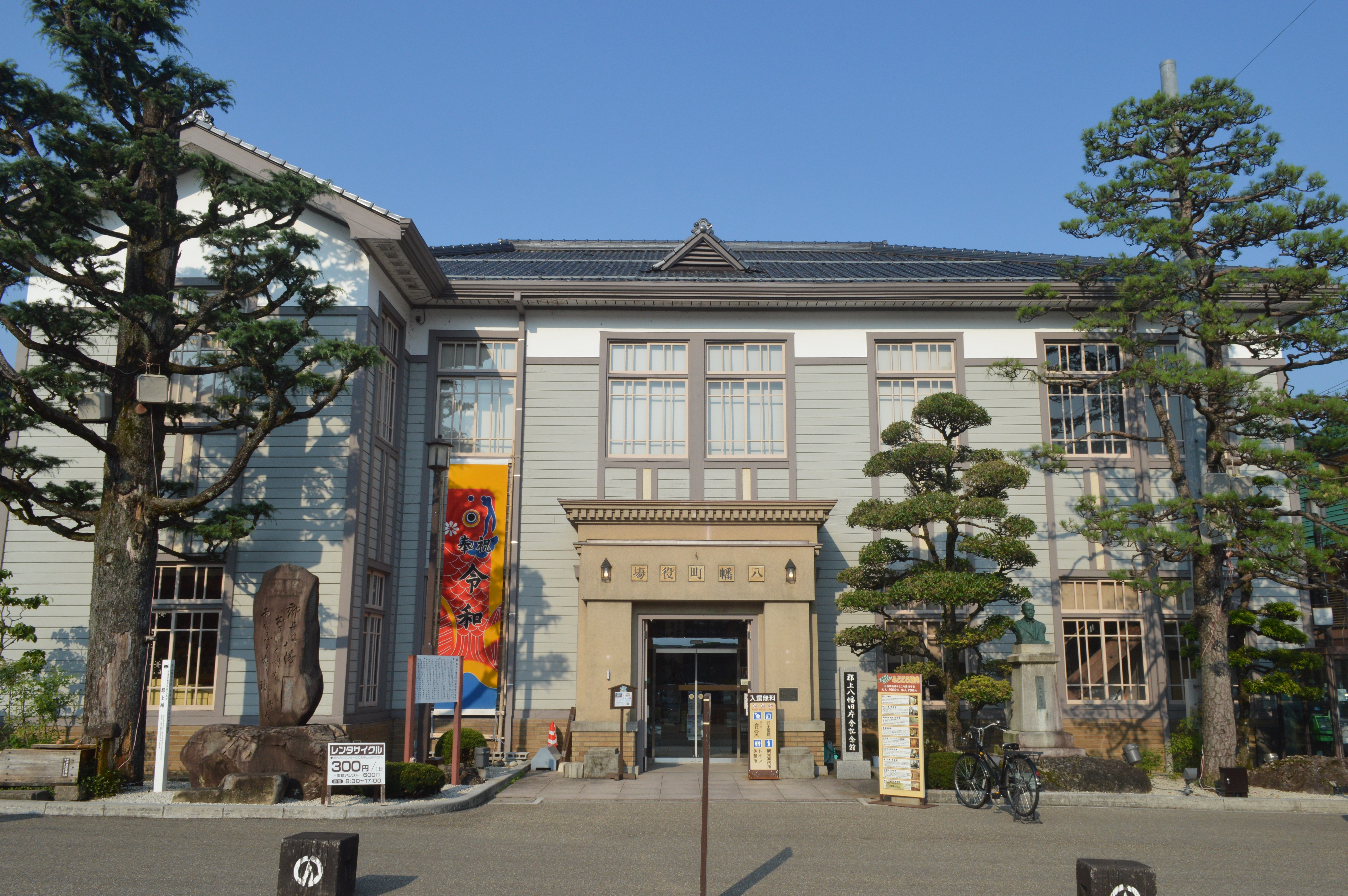
郡上八幡旧庁舎記念館

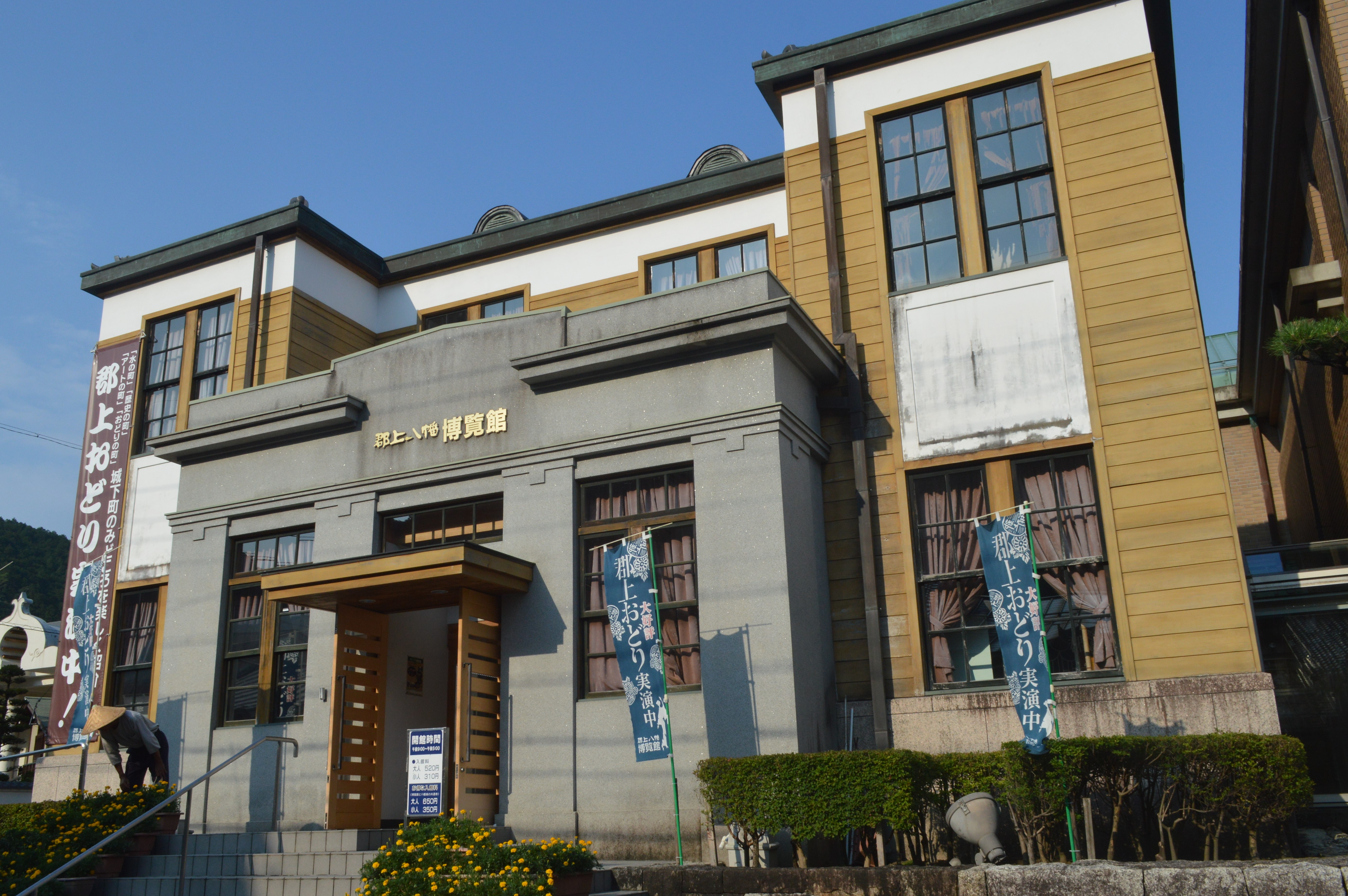
郡上八幡博覧館

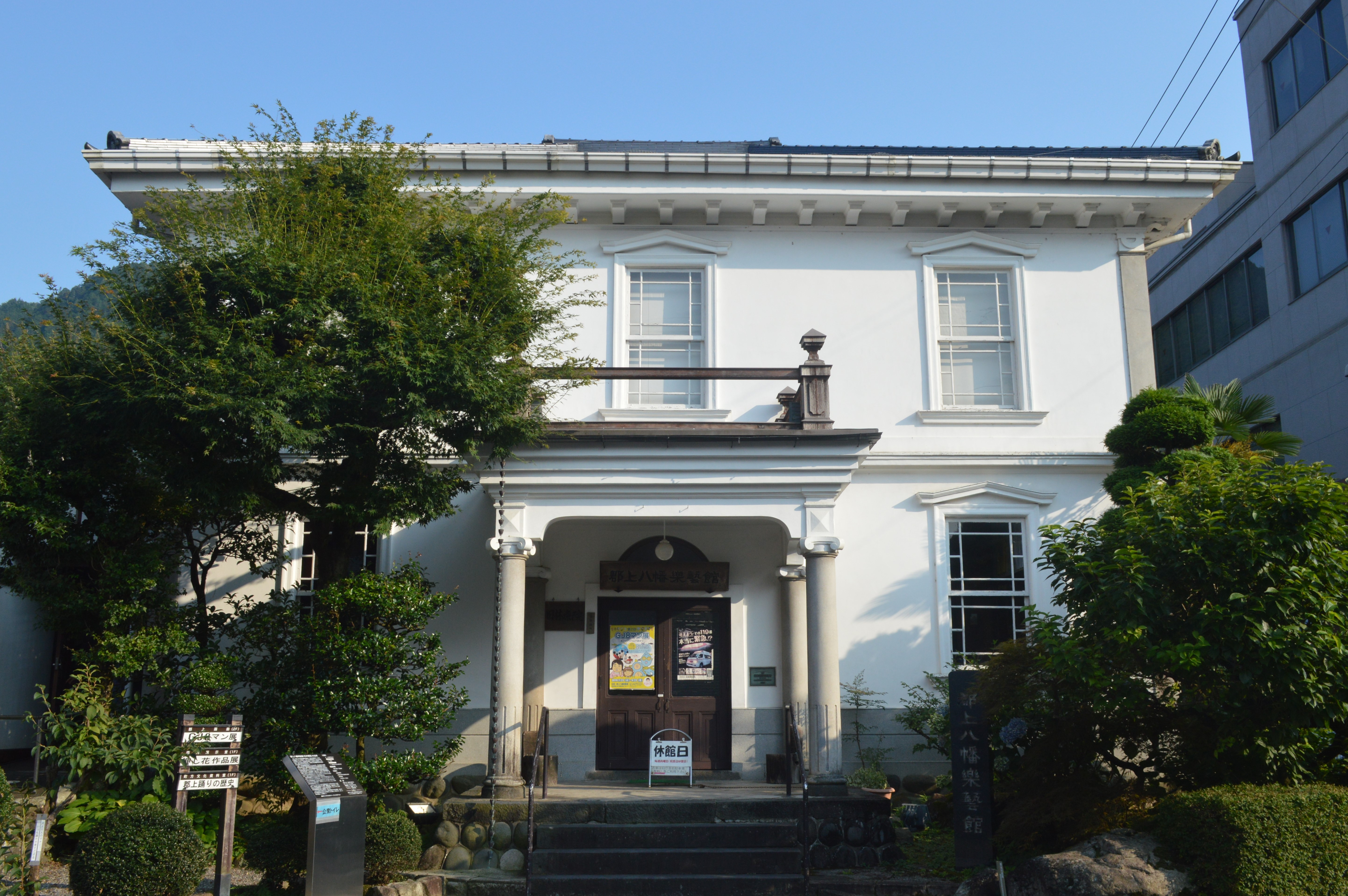
郡上八幡樂藝館

- 古い町並み
城下町らしい軒の低い町並みが保存されている（職人町・鍛冶屋町など）。郡上八幡北町は、国の重要伝統的建造物群保存地区である。
- 愛宕公園（飛騨・美濃さくら三十三選）
- 宗祇水（名水百選）
別名「白雲水」。名水百選第一号として有名。
- 郡上八幡城（岐阜県史跡）
天守は1933年、大垣城を参考に再建。模擬天守としては最古で、全国的にも珍しい木造。山腹の城山公園は1930年に岐阜日日新聞により濃飛八景の第七位に選定されている。
- 旧八幡町役場庁舎（登録有形文化財）
現・郡上八幡旧庁舎記念館。観光案内所などとして利用されている。1936年竣工。
- 郡上八幡博覧館
大正時代の旧税務署庁舎。郡上八幡を水・歴史・わざ・おどりの側面から紹介する展示施設として利用されている。
- 郡上八幡樂藝館（登録有形文化財）
1904年開業の医院。展示施設として利用されている。
- 慈恩寺
1606年、八幡城主遠藤慶隆による創建。
- 安養寺
1256年創建。宝物殿には県指定重要文化財の絵画、古文書等を収蔵。
- 大滝鍾乳洞
- 美山鍾乳洞
- 縄文鍾乳洞
- 赤谷山城跡

## 出身有名人
- 平野三郎 - 岐阜県知事。
- 村上康成 - 絵本作家。
- 毛利眞人 - 音楽ライター・音楽史家。
- 岩崎瀧三 - 実業家。
- 小栗孝一 - 実業家・馬主。
- 森信人 - 京都大学防災研究所副所長。